# Karačaevskij rajon
Il Karačaevskij rajon (in russo Карачаевский район?) è un municipal'nyj rajon della Repubblica autonoma della Karačaj-Circassia, in Caucaso, con capoluogo Karačaevsk.